# Leucaspidini
Leucaspidini es una tribu de insectos hemípteros en la familia Diaspididae.

## Géneros
Géneros según BioLib
- Gomezmenoraspis Balachowsky, 1953
- Leucaspis Signoret, 1870
- Lopholeucaspis Balachowsky, 1953
- Salicicola Lindinger, 1905